# Comunidad de comunas Les Portes Briardes
La Comunidad de comunas Les Portes Briardes entre villes et forêts (en francés communauté de communes Les Portes Briardes entre villes et forêts) es una estructura intercomunal francesa situada en el departamento de Sena y Marne, en la región de Isla de Francia. Fue creada el 1 de enero de 2010.

## Comunas
- Férolles-Attilly
- Gretz-Armainvilliers
- Lésigny
- Ozoir-la-Ferrière
- Tournan-en-Brie, desde 2013